# Liste der Monuments historiques in Plougasnou
Die Liste der Monuments historiques in Plougasnou führt die Monuments historiques in der französischen Gemeinde Plougasnou auf.

## Liste der Bauwerke
| Bezeichnung                     | Beschreibung | Standort                    | Kennzeichnung | Schutzstatus   | Datum     | Bild           |
| ------------------------------- | ------------ | --------------------------- | ------------- | -------------- | --------- | -------------- |
| Kapelle und Friedhof            |              | (Lage)                      | PA00090231    | Classé Inscrit | 1914 1971 | weitere Bilder |
| Kirche St-Pierre                |              | (Lage)                      | PA00090232    | Classé Inscrit | 1914 1971 | weitere Bilder |
| Lec’h de Kermenhir              |              | (Lage)                      | PA00090233    | Inscrit        | 1956      | weitere Bilder |
| Lec’h de Kermouster             |              | Route de Trobriant (Lage)   | PA00090234    | Inscrit        | 1956      |                |
| Manoir du Cosquer (Herrenhaus)  |              | (Lage)                      | PA00090235    | Inscrit        | 1975      |                |
| Manoir de Tromelin (Herrenhaus) |              | (Lage)                      | PA00090236    | Inscrit        | 1971      | weitere Bilder |
| Menhir von Traon-Bihan          |              | Chemin de Traon Bian (Lage) | PA00090237    | Inscrit        | 1956      |                |
| Oratoire                        |              | (Lage)                      | PA00090238    | Classé         | 1910      | weitere Bilder |

## Liste der Objekte
- Monuments historiques (Objekte) in Plougasnou in der Base Palissy des französischen Kultusministerium